# Sivacrypticus besucheti
Sivacrypticus besucheti is een keversoort uit de familie Archeocrypticidae. De wetenschappelijke naam van de soort is voor het eerst geldig gepubliceerd in 1979 door Kaszab.